# Качмарек, Войцех Щесны
Войцех Щенсный Качмарек (пол. Wojciech Szczęsny Kaczmarek, 24 марта 1942 года, Любонь, нацистская Германия — 26 мая 2009 года, Познань, Польша) — польский физик и общественный деятель. В 1990—1998 годах — президент Познани.

## Биография
Выпускник факультета физики Университета Адама Мицкевича. В этом же ВУЗе защитил докторскую диссертацию и получил хабилитацию. Позже до 1990 года преподавал в этом университете. Также был научным сотрудником университетов Цюриха и Парижа. В 1980-х годах участвовал в деятельности «Солидарности».
В 1990—1998 годах в течение двух каденций был президентом Познани. На выборах 1990 года победил с перевесом всего в один голос. Его соперниками были Мацей Мусял, Ежи Помин и Анджей Поравский. Участвовал в воссоздании, а затем и возглавил, Союз польских городов. До 2002 года член городского совета Познани, в том числе и по списку Унии Свободы. В 2002 году выдвигался на пост президента Познани, но проиграл действующему президенту Рышарду Гробельному. В 2004 году был кандидатом в Европарламент по списку «Инициативы для Польши». В 2005 году был первым номером познанского списка Демократической партии на парламентских выборах.
В 2000—2003 годах генеральный консул Польши в Париже.
В 2011 году в Познани открыт памятник Войцеху Щенсному Качмареку.

## Награды
- Командор ордена Polonia Restituta (2009)[4][9]
- Офицер ордена Polonia Restituta (1999)[10]
- В 1997 году был награждён французским орденом Почётного Легиона[2].